# Сабайан
Сабайа́н (фр. Sabaillan) — коммуна во Франции, находится в регионе Юг — Пиренеи. Департамент — Жер. Входит в состав кантона Ломбес. Округ коммуны — Ош.
Код INSEE коммуны — 32353.

## География

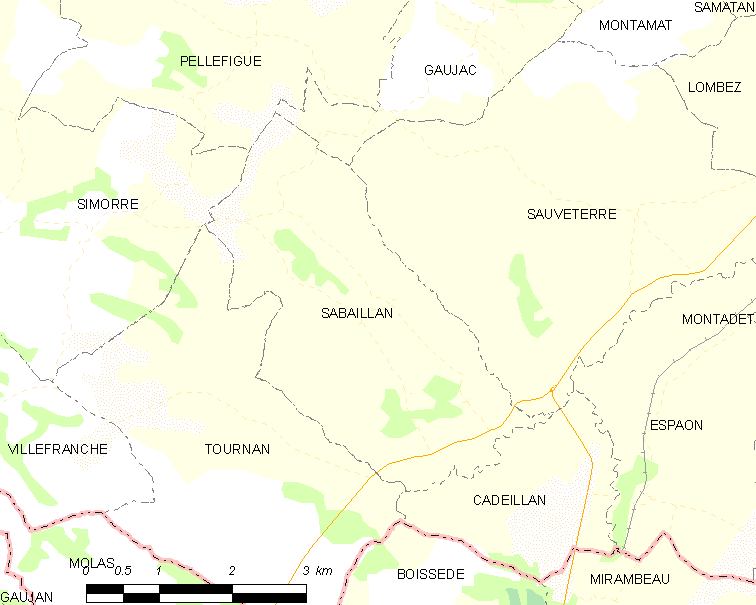
Карта коммуны

Коммуна расположена приблизительно в 620 км к югу от Парижа, в 55 км западнее Тулузы, в 30 км к юго-восточнее от Оша.
На юго-востоке коммуны протекает река Жес.

## Климат
Климат умеренно-океанический. Лето жаркое и немного дождливое, температура часто превышает 35 °С. Зимой часто бывает отрицательная температура и ночные заморозки. Годовое количество осадков — 700—900 мм.

## Население
Население коммуны на 2010 год составляло 156 человек.
| 1962 | 1968 | 1975 | 1982 | 1990 | 1999 | 2010 |
| ---- | ---- | ---- | ---- | ---- | ---- | ---- |
| 191  | 172  | 171  | 158  | 139  | 153  | 156  |

## Администрация
| Период | Период | Фамилия          | Партия | Примечания |
| ------ | ------ | ---------------- | ------ | ---------- |
| 2001   | 2008   | Максим Делас     |        |            |
| 2008   | 2020   | Фредерик Данфлус |        |            |

## Экономика
В 2010 году среди 92 человек трудоспособного возраста (15-64 лет) 63 были экономически активными, 29 — неактивными (показатель активности — 68,5 %, в 1999 году было 68,6 %). Из 63 активных жителей работали 59 человек (35 мужчин и 24 женщины), безработных было 4 (2 мужчин и 2 женщины). Среди 29 неактивных 5 человек были учениками или студентами, 17 — пенсионерами, 7 были неактивными по другим причинам.